# آر. كورت ويب
آر. كورت ويب (بالإنجليزية: R. Curt Webb)‏ هو سياسي أمريكي، ولد في 25 أكتوبر 1949 في ليهي في الولايات المتحدة. حزبياً، نشط في الحزب الجمهوري. وقد انتخب عضو مجلس نواب ولاية يوتا.